# Coelites humilis
Coelites humilis är en fjärilsart som beskrevs av Butler 1867. Coelites humilis ingår i släktet Coelites och familjen praktfjärilar. Inga underarter finns listade i Catalogue of Life.